# Trezzolasco
Trezzolasco (Tresulasch in dialetto cremasco) è l'unica frazione del comune cremasco di Sergnano, in provincia di Cremona.

## Storia
La località è un piccolo borgo agricolo di antica origine, appartenente al territorio cremasco, a ridosso dal confine con la provincia di Bergamo.
In età napoleonica Trezzolasco fu frazione di Sergnano per due volte, dal 1797 al 1805, e quindi dal 1809 al 1816, recuperando l'autonomia con la costituzione del Regno Lombardo-Veneto.
All'Unità d'Italia (1861) il comune contava 144 abitanti. Nel 1868 Trezzolasco venne aggregata definitivamente al comune di Sergnano.